# Jigni (stato)
Lo Stato di Jigni fu uno stato principesco dell'Agenzia di Bundelkhand del British Raj.
La capitale era la città di Jigni, nota anche con il nome di Jigini, che attualmente è un piccolo villaggio situato vicino alla confluenza di due fiumi: il Dhasan e il Betwa.

## Storia
Lo stato di Jigni venne fondato nel 1730 dal rao Padam Singh, un Rajput del clan Bundela. Questi era figlio di Chhatrasal, fondatore dello Stato di Panna. Originariamente lo jagir di Jigni era più ampio, ma la sua grandezza venne di molto ridotta durante l'invasione maratha nell'ultima parte del XVIII secolo.
Jigni divenne un protettorato britannico nel 1810 sotto il governo di Pirthi Singh.
Rao Bhupendra Vijai Singh, ultimo regnante di Jigni siglò l'entrata nell'India nel 1947 e lo stato divenne pertanto parte dell'Unione Indiana dal 1 gennaio 1950.

## Governanti
La famiglia regnante ebbe il titolo di Rao.

### Sardar Sawai poi Rao
- 1730 - 1790                Padam Singh                          (m. 1790)
- 1790 - 1806                Lakshman Singh I
- 1806 - 1830                Pirthi Singh                       (m. 1830)
- 1830 - 1870                Bhopal Singh                       (n. 1830 - m. 1870)
- 1870 - 1892                Lakshman Singh II                  (n. 1860 - m. 1892)
- 1892 - 1925                Bhanu Pratap Singh                 (n. 1878 - m. 1925)
- 1925 - 1934                Arimardan Singh                    (n. 1903 - m. 1941)
- 1934 - 15 agosto 1947         Bhupendra Vijai Singh